# Traute Rose

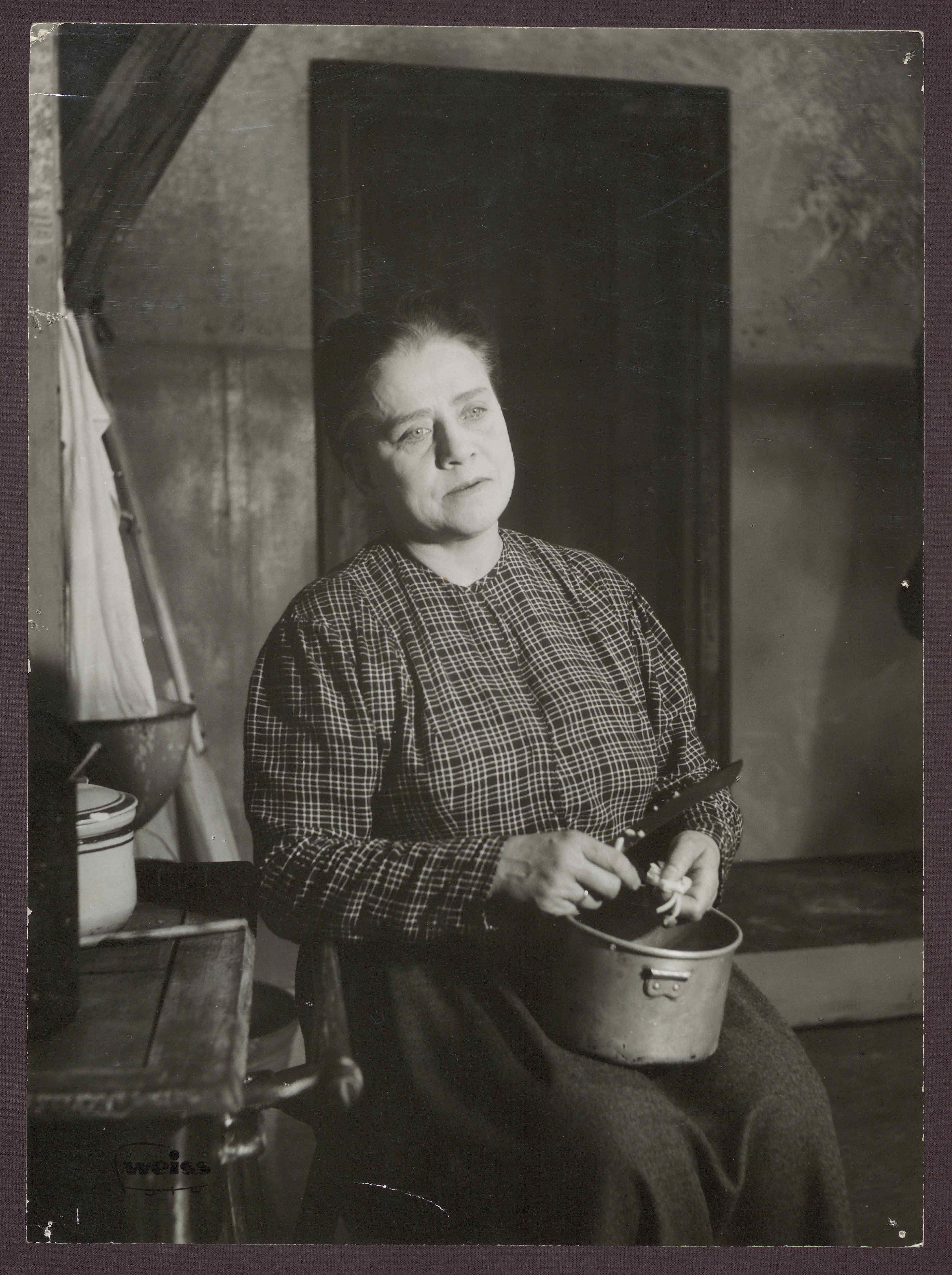
Traute Rose in Der Biberpelz am Badischen Staatstheater Karlsruhe (1961/1962)

Traute Rose, geboren als Traute Kummer  (* 12. Februar 1904 in Danzig; † 10. Oktober 1997 in Baden-Baden) war eine deutsche Schauspielerin, Sängerin, Hörspiel- und Synchronsprecherin. Sie war als Mitglied der bekannten Berliner Theaterfamilie Rose eine der beliebtesten Sängerinnen ihrer Epoche und erlangte besonders durch ihr regelmäßiges Auftreten im Rundfunk und als vielgefragte Synchronsängerin beim Film große und überregionale Popularität.

## Leben
Sie wurde als Traute Kummer geboren und heiratete 1925 den Berliner Schauspieler und Theaterintendanten Paul Rose (1900–1973), mit ihm hatte sie eine Tochter und einen Sohn. Im Rose-Theater spielte sie u. a. die Rolle der „Frau John“ in Gerhart Hauptmanns Stück Die Ratten.
Im Jahr 1936 debütierte Traute Rose beim Film mit Heiratsbüro Fortuna. Neben ihrer Tätigkeit als Sängerin und Schauspielerin lieh sie ihre Gesangsstimme zahlreichen (Ufa-)Stars. So sang sie unter anderem für Maria Andergast und 1939 für Leny Marenbach in Ehe in Dosen das durch Kirsten Heiberg berühmt gewordenen Lied Schließ deine Augen und träume. Rose stand 1944 in der Gottbegnadeten-Liste des Reichsministeriums für Volksaufklärung und Propaganda.
Nach dem Krieg setzte sie ihre Bühnen- und Filmkarriere fort. Neben Auftritten am Rose-Theater hatte sie von 1952 bis 1954 ein Engagement am Düsseldorfer Schauspielhaus. Dort spielte sie unter anderem „Frau Wolff“ in Der Biberpelz, „Frau Linde“ in Nora oder Ein Puppenheim, „Brigitte“ in Das Käthchen von Heilbronn sowie „Bobbi“ in Katharina Knie. Zudem gastierte sie an dem von ihrem Ehemann geleiteten Badischen Staatstheater Karlsruhe. Hinzu kamen nun auch zahlreiche Auftritte als Hörspielsprecherin bei verschiedenen Funkhäusern, wo sie häufig in Haupt- oder größeren Nebenrollen zu hören war, darunter in sechs Produktionen des Bayerischen Rundfunks als Ehefrau des Pariser Kommissars Maigret, gesprochen von Paul Dahlke.

## Filmographie
- 1936: Heiratsbüro Fortuna
- 1937: Das große Abenteuer
- 1939: Ehe in Dosen
- 1939: Der Vorhang fällt
- 1944: Junge Herzen (nur Gesang)
- 1949: Krach im Hinterhaus
- 1956: Anastasia, die letzte Zarentochter
- 1957: Von allen geliebt
- 1958: Das Glück sucht seine Kinder (Fernseh-Produktion)
- 1959: Bei der blonden Kathrein
- 1960: Am grünen Strand der Spree; 4. Teil: Bastien und Bastienne 1953 (Fernseh-Mehrteiler)
- 1965: Sie schreiben mit, Folge: Der Mann aus Australien (Fernseh-Serie)
- 1965: Alle machen Musik (Fernseh-Serie)

## Hörspiele
- 1945: Der Biberpelz (als Mutter Wolff) (nach Gerhart Hauptmann) – Regie: Hannes Küpper
- 1949: Die Zauberflöte – Regie: Cläre Schimmel
- 1950: Die Ratten (nach Gerhart Hauptmann) – Regie: Fränze Roloff
- 1952: Der Biberpelz (als Mutter Wolff) – Regie: Karl Peter Biltz
- 1952: Advent – Regie: Wilhelm Semmelroth
- 1953: Der Stärkere – Regie: Ludwig Cremer
- 1953: Jan der Träumer – Regie: Raoul Wolfgang Schnell
- 1956: Besuch aus der Zone – Regie: Ulrich Lauterbach
- 1956: Die getreue Magd Christa (von Josef Martin Bauer) – Regie: Fränze Roloff
- 1957: Allah hat hundert Namen (von Günter Eich) – Regie: Ludwig Cremer
- 1957: Menschliche Komödie – Regie: Heinz-Günter Stamm
- 1957: Katharina Knie (nach Carl Zuckmayer) – Regie: Willy Purucker
- 1957: Die Spesenrechnung – Regie: Fritz Schröder-Jahn
- 1957: Die Alkestiade (nach Thornton Wilder) – Regie: Gert Westphal
- 1957: Aus dem Leben eines Taugenichts – Regie: Gert Westphal
- 1958: Heiße Erde – Regie: Hans Conrad Fischer
- 1958: Menschen im Hotel – Regie: Heinz-Günter Stamm
- 1959:  Belagerungszustand (nach Albert Camus) – Regie: Günther Remmert
- 1959: Wohin so eilig, schönes Kind? – Regie: Nicht angegeben
- 1959: Johannisfeuer – Regie: Heinz-Günter Stamm
- 1959: Das Tagebuch der französischen Bürgerin Désirée Clary – Regie: Heinz-Günter Stamm
- 1959: Die Weber (nach Gerhart Hauptmann) – Regie: Heinz-Günter Stamm
- 1959: Die deutschen Kleinstädter – Regie: Walter Knaus
- 1959:  Maigret und die Unbekannte – Regie: Gert Westphal
- 1960: Stelze und Püppchen – Regie: Fritz Schröder-Jahn
- 1961: Maigret und die Bohnenstange (als Frau Maigret) – Regie: Heinz-Günter Stamm
- 1961: Maigret und der gelbe Hund (als Frau Maigret) – Regie: Heinz-Günter Stamm
- 1961:  Maigret und die Unbekannte (als Frau Maigret) – Regie: Heinz-Günter Stamm
- 1961: Maigret und sein Revolver  (als Frau Maigret) – Regie: Heinz-Günter Stamm
- 1961: Maigret und die Groschenschenke  (als Frau Maigret) – Regie: Heinz-Günter Stamm
- 1961: Maigret und seine Skrupel (als Frau Maigret) – Regie: Heinz-Günter Stamm
- 1962: Der Vater – Regie: Peter Schulze-Rohr
- 1962: Gewalten und Gestalten – Regie: Peter Schulze-Rohr
- 1963: Die Asche des Sieges – Regie: Fritz Schröder-Jahn
- 1964: Sonderurlaub – Regie: Otto Kurth
- 1964:  Träume (von Günter Eich) – Regie: Otto Kurth
- 1964: Die Ehre – Regie: Heinz-Günter Stamm
- 1965: Altweibersommer – Regie: Heinz-Günter Stamm
- 1965: Die Ordentlichen – Regie: Wolfgang Schenck
- 1965: Die Unversöhnlichen – Regie: Wolfgang Schenck
- 1966: Verrostete Sterne – Regie: Otto Kurth
- 1966: Termiten – Regie: Paul Pörtner
- 1966: Graue Augen – Regie: Holger Sandig
- 1966: Die größere Hoffnung – Regie: Hans Bernd Müller
- 1968: Was sagen Sie zu Erwin Mauss? – Autor und Regie: Paul Pörtner
- 1968: Im Kongo – Regie: Heinz von Cramer
- 1968: Die Untatverdächtigen – Regie: Johann M. Kamps
- 1968: Die Toten von Spoon River – Regie: Wolfgang Schenck
- 1969: Einmal im Jahr – Autor und Regie: Paul Pörtner
- 1970: Übertragung des ersten Aktes – Regie: Wolfgang Schenck

Datum unbekannt:
- Immer Frühling für den Riesen – Regie: Hans Bernd Müller
- Spiegelgespräch – Regie: Günter Bommert
- Mensch Meier – Autor und Regie: Paul Pörtner

## Lieder (Auszug)
- 1937: Giribiri Cocololo aus der Operette Das Modell; Orchester des deutschen Kurzwellensenders unter der Leitung von Fritz Wicke, Berlin, 12. August 1937
- 1939: Schließ deine Augen und träume im Film Ehe in Dosen
- 1939: Hell im Glas – Trinklied der Galathée aus der Operette Die schöne Galathée; Chor und Orchester des Reichssenders Stuttgart unter der Leitung von Gustav Görlich, Stuttgart, 7. November 1939
- 1939: Was sagst du, ich lausche! – Lied der Galathée aus der Operette Die schöne Galathée; Chor und Orchester des Reichssenders Stuttgart unter der Leitung von Gustav Görlich, Stuttgart, 7. November 1939
- 1939: Er liebt mich – Arie aus der Oper Das Glöckchen des Eremiten von Aimé Maillart; Orchester des Deutschen Opernhauses Berlin. Dirigent: Wolfgang Beutler

## Porträt
Die letzte Rose – Besuch bei einer Berliner Bühnenlegende. Feature von Ingeborg Koch. Sender Freies Berlin, Sommer 1995. Regie: Wolfgang Bauernfeind (mit Tagebuchaufzeichnungen von Traute Rose)